# سيران (تشالدران)
سيران (بالفارسية: سیران) هي قرية تقع في أذربيجان الغربية في إيران. يقدر عدد سكانها بـ 47 نسمة بحسب إحصاء 2016.